# Вурфрамен 40
Вурфрамен 40 (на немски: Wurfrahmen 40, в превод: пускова рамка 40) е немска пускова установка за залпов огън. Тя представлява комбинация от полуверижната машина SdKfz 251 с ракетна артилерия, една подобрена версия на артилерийската установка Nebelwerfer. Получава прякорите Stuka zu Fuss (от немски: Щука с крака или Вървяща щука) и „Мучащата крава“.
Оръжейната част се състои от няколко дървени рамки прикачени към SdKfz 251, съдържащи 300 мм експлозивни ракети, 280 мм експлозивни ракети или 320 мм запалителни ракети. Използваните ракети от този период са твърде неточни и по тази причина, когато е възможно, голямо количество от тях е изстрелвано срещу целта.

## Галерия
- Вурфрамен 40